# چنگانور
چنگانور (به انگلیسی: Chengannur) یک منطقهٔ مسکونی در هند است که در بخش الاپوژا واقع شده‌است. چنگانور ۱۲٫۹۵ کیلومتر مربع مساحت و ۲۳٬۴۵۶ نفر جمعیت دارد و ۷ متر بالاتر از سطح دریا واقع شده‌است.